# Валтер Хес
Валтер Рудолф Хес (  17. март 1881 — 12. август 1973) био је швајцарски лекар и физиолог који је добио Нобелову награду за физиологију или медицину 1949. за мапирање подручја у мозгу која контролишу рад унутрашњих органа. Награду је поделио са Антонијом Егас Монизом

## Живот и дело
Валтер Рудолф Хес је рођен у Фрауенфелду на истоку Швајцарске, 17. марта 1881. Његов отац који је био учитељ физике код Валтера је још у детињству развио љубав према природи и правилном опажању промена у њој. Након завршетка гимназије Валтер је уписао студије медицине, које је похађао у Лозани, Берну, Берлину, Килу и Цириху у коме је 1906. стекао диплому доктора медицине.
Иако је Валтеров циљ био да буде физиолог, бројни разлози утицали су да прво буде асистент хирургије а касније и офталмологије. Овај заобилазни пут, међутим, никако није био неповољан за Валтеров даљи научио развој. Захваљујући офталмологији, Валтер је савладао технику истраживања и стеко офталмолошку прецизност у раду. Такође, његови непрекидни контакти са патолошком физиологијом показали су многе позитивне предности за његов будући рад.
Године 1912. Валтер је донео важну одлуку - иако је већ био супруг и отац породице - да напусти просперитетну лекарску праксу, посвети се истраживањима и врати у звање асистента, али овога пута у области физиологије.
Године 1917. Валтер је био номинован за професор и директор Одељења за Физиолошка истраживања института на Универзитету у Цириху. На овом положају Валтер је био од 1917. до 1951, односно до одласка у пензију 1951.
После Првог светског рата, Валтер је посетио многе енглеске институте у којима се упознао са енглеским доајенима физиологије, као што су Ленгли, Шерингтон, Хопкинс, Дејл и други.
Научно интересовања професора Валатера је првенствено било усмерено истраживању хемодинамских променама у циркулационом систему крви и регулацији дисања. Он је открио да диенцефалон, а посебно хипоталамус, контролише многе одговоре организма, као што су страх и глад. Као резултат ових истраживања настало је Валтерово мапирање диенцефалона и оних његових делова који контролишу рад унутрашњих органа, за која је награђен Нобеловом наградом. Поред Нобелове награде, Хесу је додељена 1933. Марсел Бенорстова награда (енгл. Marcel Benorst Prize) швајцарске владе и 1938. Лудвигова медаља (енгл. Ludwig Medal) Немачког друштва за унапређење истраживања.
Валтер Хес се 1908. оженио супругом Луиз Сандмеиер са којом је имао двоје деце, Рудолфа и Гертруду. Умро је 12. августа 1973. у Швајцарском граду Локарно.